# Ronde van Langkawi 2011
De 16e editie van de Ronde van Langkawi werd verreden van 23 januari tot en met 1 februari 2011. Deze Aziatische etappekoers werd gewonnen door Jonathan Monsalve, die ook de vijfde etappe en het bergklassement op zijn naam schreef. Het puntenklassement werd gewonnen door Andrea Guardini, die tevens vijf etappes won. Tabriz Petrochemical Team won het teamklassement.

## Etappe-overzicht
| etappe | datum       | start            | finish            | afstand  | winnaar           | klassementsleider |
| ------ | ----------- | ---------------- | ----------------- | -------- | ----------------- | ----------------- |
| 1e     | 23 januari  | Dataran Helang   | Kuah              | 094,3 km | Andrea Guardini   | Andrea Guardini   |
| 2e     | 24 januari  | Kangar           | Butterworth       | 145,0 km | Andrea Guardini   | Andrea Guardini   |
| 3e     | 25 januari  | Taiping          | Sitiawan          | 144,9 km | Marcel Kittel     | David Zabriskie   |
| 4e     | 26 januari  | Ayer Tawar       | Cameron Highlands | 137,6 km | Takeaki Ayabe     | Takeaki Ayabe     |
| 5e     | 27 januari  | Tapah            | Genting Highlands | 124,3km  | Jonathan Monsalve | Jonathan Monsalve |
| 6e     | 28 januari  | Rawang           | Putrajaya         | 108,0 km | Andrea Guardini   | Jonathan Monsalve |
| 7e     | 29 januari  | Banting          | Tampin            | 149,5 km | Andrea Guardini   | Libardo Niño      |
| 8e     | 30 januari  | Kuala Pilah      | Jasin             | 156,5 km | Robert Förster    | Jonathan Monsalve |
| 9e     | 31 januari  | Melaka           | Nilai             | 169,4 km | Boris Shpilevsky  | Jonathan Monsalve |
| 10e    | 01 februari | Shah Alam (UiTM) | Kuala Lumpur      | 104,6 km | Andrea Guardini   | Jonathan Monsalve |

## Eindklassementen

### Algemeen klassement
| Ronde van Langkawi 2011 |                    |                              |           |
| Plaats                  | Naam               | Ploeg                        | Tijd      |
| Gele trui               | Jonathan Monsalve  | Androni Giocattoli           | 30u08’57” |
| 2                       | Libardo Niño       | Le Tua Cycling Team          | + 0’05”   |
| 3                       | Emanuele Sella     | Androni Giocattoli           | + 0’24”   |
| 4                       | Dennis Van Niekerk | MTN-Quebeka                  | + 0’25”   |
| 5                       | Rahim Emami        | Azad University Cycling Team | + 0’25”   |
| 6                       | Lachlan Morton     | Chipotle Development Team    | + 0’32”   |
| 7                       | Domenico Pozzovivo | Colnago-CSF Inox             | + 0’49”   |
| 8                       | Hossein Askari     | Tabriz Petrochemical Team    | + 0’56”   |
| 9                       | Gong Hyo-suk       | Korea National Team          | + 0’57”   |
| 10                      | Ghader Mizbani     | Tabriz Petrochemical Team    | + 1’15”   |

1996 · 
1997 · 
1998 · 
1999 · 
2000 ·
2001 ·
2002 ·
2003 ·
2004 ·
2005 ·
2006 ·
2007 ·
2008 ·
2009 ·
2010 ·
2011 ·
2012 ·
2013 ·
2014 ·
2015 ·
2016 ·
2017 ·
2018 ·
2019 ·
2020 ·
2021 ·
2022 ·
2023 ·
2024 ·